# Емельяновский район (Калининская область)
Емелья́новский район — административно-территориальная единица в составе РСФСР, существовавшая в 1929—1956 годах.
Административный центр — село Емельяново.

## История
Образован 12 июля 1929 года в составе Тверского округа Московской области.
В состав район первоначально вошли сельсоветы: Абутьковский, Акишевский, Апухлицкий, Афанасьевский, Бакунинский, Бесменинский, Бродовский, Быковский, Вахновский, Витомский, Волосовский, Гнилицкий, Даниловский, Дерягинский, Емельяновский, Заречьевский, Зуевский, Ивачевский, Калиницкий, Калистовский, Куниловский, Кунькинский, Леушинский, Липигский, Молотиновский, Нестеровский, Симоновский, Станишенский, Табуновский, Телятьевский, Тредубский, Третьяковский, Улитовский, Филитовский, Хребтовсктй, Шебаринский, Шиловский и Якшенский.
20 мая 1930 года из Старицкого района Ржевского округа Западной области в Емельяновский район был передан Баклановский с/с. 23 июля район был переподчинен непосредственно облисполкому.
29 января 1935 года Емельяновский район вошёл в состав Калининской области.
В 1940 году в состав района входили следующие сельсоветы:
1. Апухлицкий
2. Афанасьевский
3. Бакунинский
4. Бродовский
5. Быковский
6. Витомовский
7. Даниловский
8. Дерягинский
9. Емельяновский
10. Калистовский
11. Куниловский
12. Леушинский
13. Липигский
14. Нестеровский
15. Станишенский
16. Телятьевский
17. Тредубский
18. Шиловский
19. Хомутовский

Упразднен 4 июля 1956 года. Территория Емельяновского района входит в состав Старицкого, Калининского и Торжокского районов Тверской области.